# Beautiful Boy
|  | Per a altres significats, vegeu «Beautiful Boy (desambiguació)». |

Beautiful Boy és una pel·lícula estatunidenca dirigida per Shawn Ku. Serà presentada per primera vegada al Festival Internacional de Cinema de Toronto el setembre de 2010.

## Argument
Una parella casada a la vora de la separació s'assabenta que el seu fill de 18 anys ha perpetrat un tiroteig a la seva universitat, abans de posar fi als seus dies.

## Repartiment
- Maria Bello: Kate Carroll.
- Michael Sheen: Bill Carroll.
- Kyle Gallner: Sam Carroll.
- Alan Tudyk.
- Moon Bloodgood: Trish.
- Austin Nichols: Cooper Stearns.
- Meat Loaf.
- Bruce French: Harry.
- Deidrie Henry: Bonnie.
- Cody Wai-Ho Lee: Dylan.
- Myra Turley: Patty.

## Rebuda
- Sobre una premissa horriblement familiar amb les tragèdies de *Columbine i Virginia Tech, el director Shawn Ku ha creat una pel·lícula que t'obsessionarà durant molt temps[2]

- Beautiful Boy camina de puntetes sobre un camp minat, en el qual perd el seu nervi i es queda congelada en la camí, massa tímida per trobar el camí de tornada"[3]